# Claire Huchet-Bishop
Pour les articles homonymes, voir Huchet et Bishop.
Claire Huchet-Bishop, née Claire Huchet le 30 décembre 1898 à Genève et morte le 13 mars 1993 à Paris, est une bibliothécaire franco-américaine, conteuse, auteur pour la jeunesse et pour adultes.

## Biographie
Jeanne Claire Huchet naît le 30 décembre 1898 (ou peut-être le 30 septembre 1898) à Genève (selon les registres de l'INSEE) où ses parents étaient de passage. Cependant, elle a toujours dit qu'elle était bretonne et les dictionnaires biographiques en anglais l'indiquent « born in Brittany »,,, tandis que Le Maitron hésite entre Genève et le Morbihan.
Après le lycée, Claire Huchet effectue des stages à la Juvenile Court à San Francisco (Californie). Elle y découvre l'initiative de L'Heure du conte, qui sera plus tard introduite en France. De retour à Paris, elle devient secrétaire-interprète de Mrs John L. Griffith, qui désire créer à Paris une bibliothèque publique pour la jeunesse. Elle obtient également le diplôme de bibliothécaire de la London University.
En 1924, elle devient la première directrice de la bibliothèque parisienne pour enfants L'Heure Joyeuse, inaugurée cette année-là. Elle est assistée de Mathilde Leriche et de Marguerite Gruny.
Elle épouse en 1929 le pianiste américain Frank Bishop, avec lequel elle retourne vivre aux États-Unis, où elle travaille comme bibliothécaire à New York. Son premier conte, The Five Chinese Brothers (« Les cinq frères chinois »), rencontre un grand succès et l'encourage à écrire de nombreux autres livres pour la jeunesse. Elle a la double nationalité française et américaine.
Elle donne des conférences sur la civilisation française et sur l'antisémitisme. Elle préside l'Amitié judéo-chrétienne de France de 1975 à 1981.

## Œuvres

### En anglais

#### Livres pour enfants
- 1938 The Five Chinese Brothers (ill. Kurt Wiese)
- 1940 The King's Day (ill. Doris Spiegel)
- 1941 The Ferryman
- 1945 Augustus
- 1947 Pancakes-Paris
- 1948 Blue Spring Farm
- 1950 Christopher The Giant
- 1952 Bernard & His Dogs
- 1952 Twenty and Ten (publié aussi sous le titre The Secret Cave)
- 1953 All Alone (ill. Feodor Rojankovsky)
- 1954 Martin de Porres, Hero
- 1955 Big Loop
- 1956 Happy Christmas Tales for Boys and Girls
- 1957 Toto's Triumph (ill. Kurt Wiese)
- 1960 Lafayette: French-American Hero (ill. Maurice Brevannes)
- 1961 A Present from Petros
- 1964 Twenty-Two Bears
- 1966 Yeshu, Called Jesus
- 1966 French Roundabout
- 1968 Mozart: Music Magician
- 1969 The Man Who Lost His Head (ill. Robert McCloskey)
- 1971 The Truffle Pig (ill. Kurt Wiese)
- 1972 Johann Sebastian Bach:  Music Giant
- 1973 Georgette

#### Livres pour adultes
- 1947 France Alive
- 1950 All Things Common
- 1950 Boimondau: A French Community of Work
- 1971 Jesus and Israel Jules Isaac
- 1974 How Catholics look at Jews: Inquiries Into Italian, Spanish, and French Teaching Materials

### En français
- Les Cinq frères chinois, ill. Kurt Wiese, Bourrelier, 1946
- La ferme du bonheur, ill. Micheline Duvergier, Hachette, 1956
- L'appel du tour, ill. Serge Kristy, Hatier-Rageot, 1959
- Pour comprendre l'enfance de Jésus, Ed. du Cerf, 1969
- Vingt-deux ours, ill. Kurt Wiese, L'École des Loisirs, 1981